# David Raymond Curtiss
David Raymond Curtiss (Derby, Connecticut, 12 de janeiro de 1878 – Redlands, Califórnia, 29 de abril de 1953) foi um matemático estadunidense. Foi presidente da Mathematical Association of America de 1935 a 1936. Foi também vive-presidente da American Mathematical Society e da Associação Americana para o Avanço da Ciência.
Foi palestrante do Congresso Internacional de Matemáticos em Toronto (1924).